# 李文欽
李文欽（葡萄牙語：Lei Man Iam，1945年—）是澳門武術家，中國武術八段。為陳式太極拳傳人張志俊的入室弟子。現任澳門武術總會副理事長、澳門武術家協會主席、澳門蔡李佛拳聯會主席、亞洲武術聯合會傳統委員會主任。

## 生平
祖籍广东潮州。從小就得到祖父李兴仕傳授武藝，後又隨澳門武術家文重光、文国威、何珠學武。在中國改革开放之後，前往內地學武，先後師從陈昌棉、陈小旺、馮志强、门惠丰、張志俊、李德印等人。他最終決定重點研習陳式太極拳，並成為陳式太極拳第十一代傳人張志俊的入室弟子。
李文欽曾多次在澳门、亚洲和世界性的武术比賽中得獎，包括獲得第一屆世界武術錦標賽男子太極拳銀牌和第二屆亞洲武術錦標賽男子太極拳銅牌。
1967年，開始開班授徒。1973年創立鴻勁體育會，1990年創立澳門陳式太極拳健身會。2006年晉升為中國武術八段。

## 榮譽
- 1994年，獲中華太極拳總會頒授推展太極拳貢獻卓著之甲種獎章[4]。
- 1994年，獲澳門澳葡政府頒授體育功績勳章[4]。
- 2003年，獲澳門特別行政區政府頒授體育功績勳章[5]。